# Tramway de Gex à Ferney

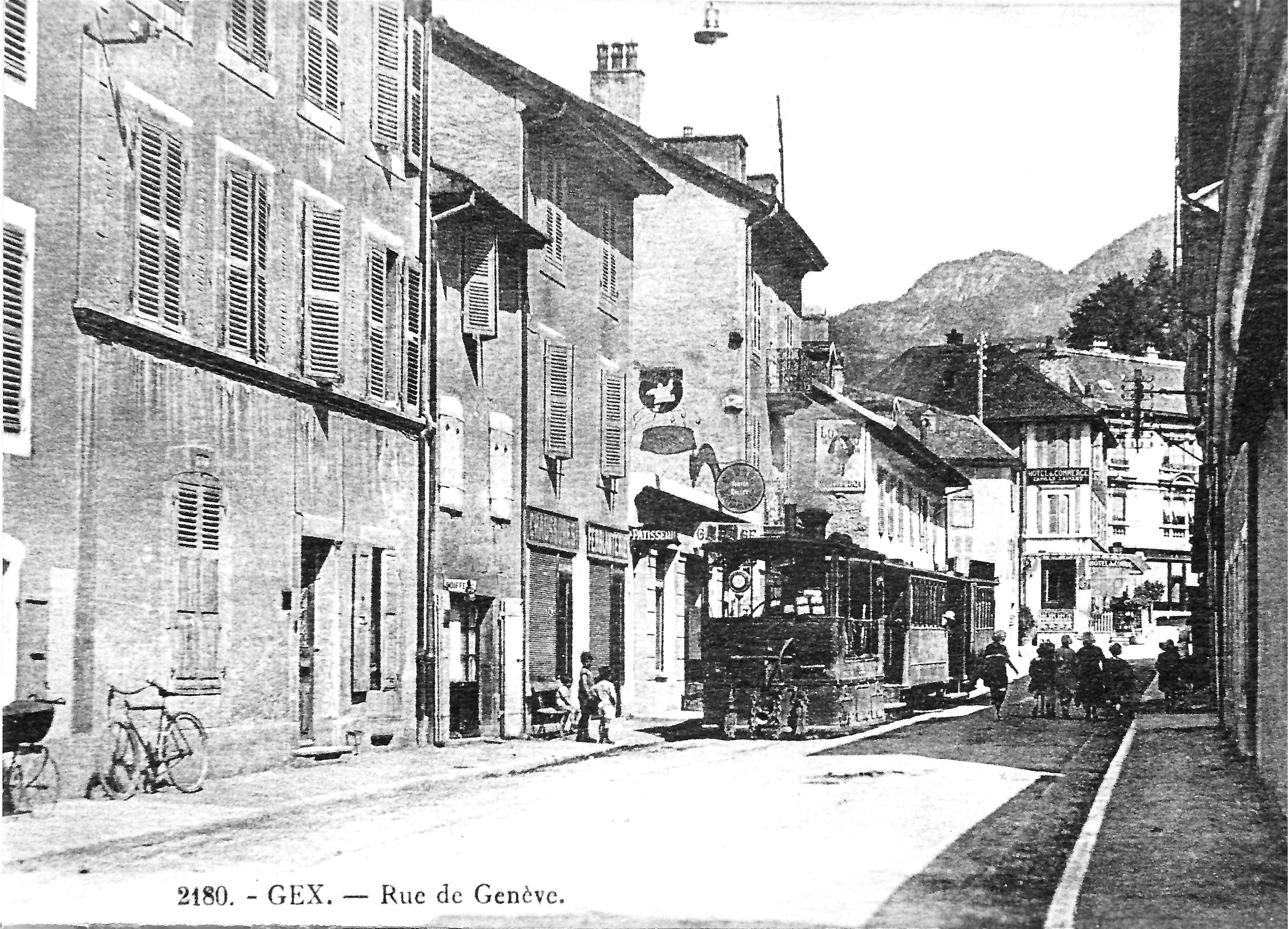
Le tram à Gex

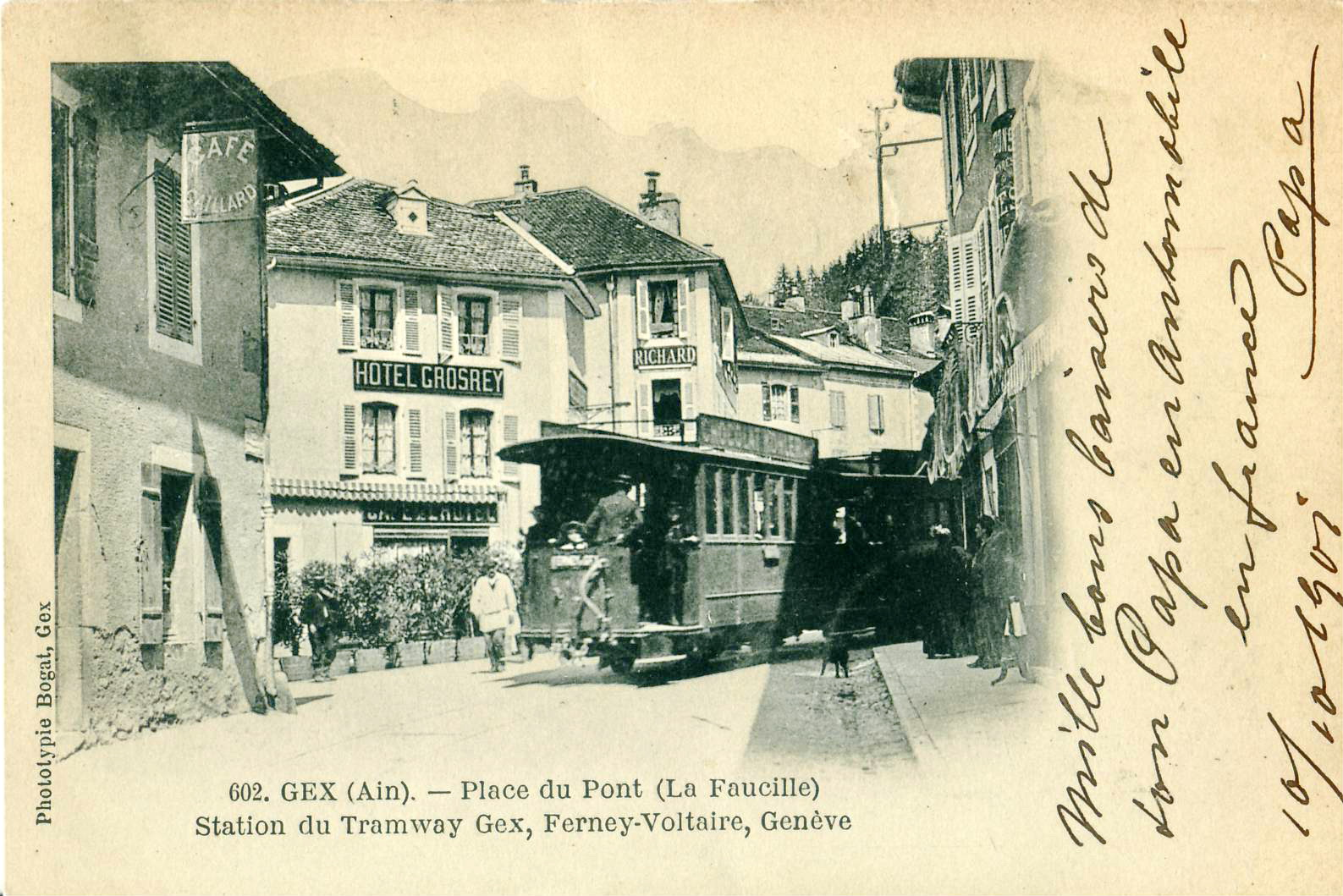
Le tramway au terminus de Gex

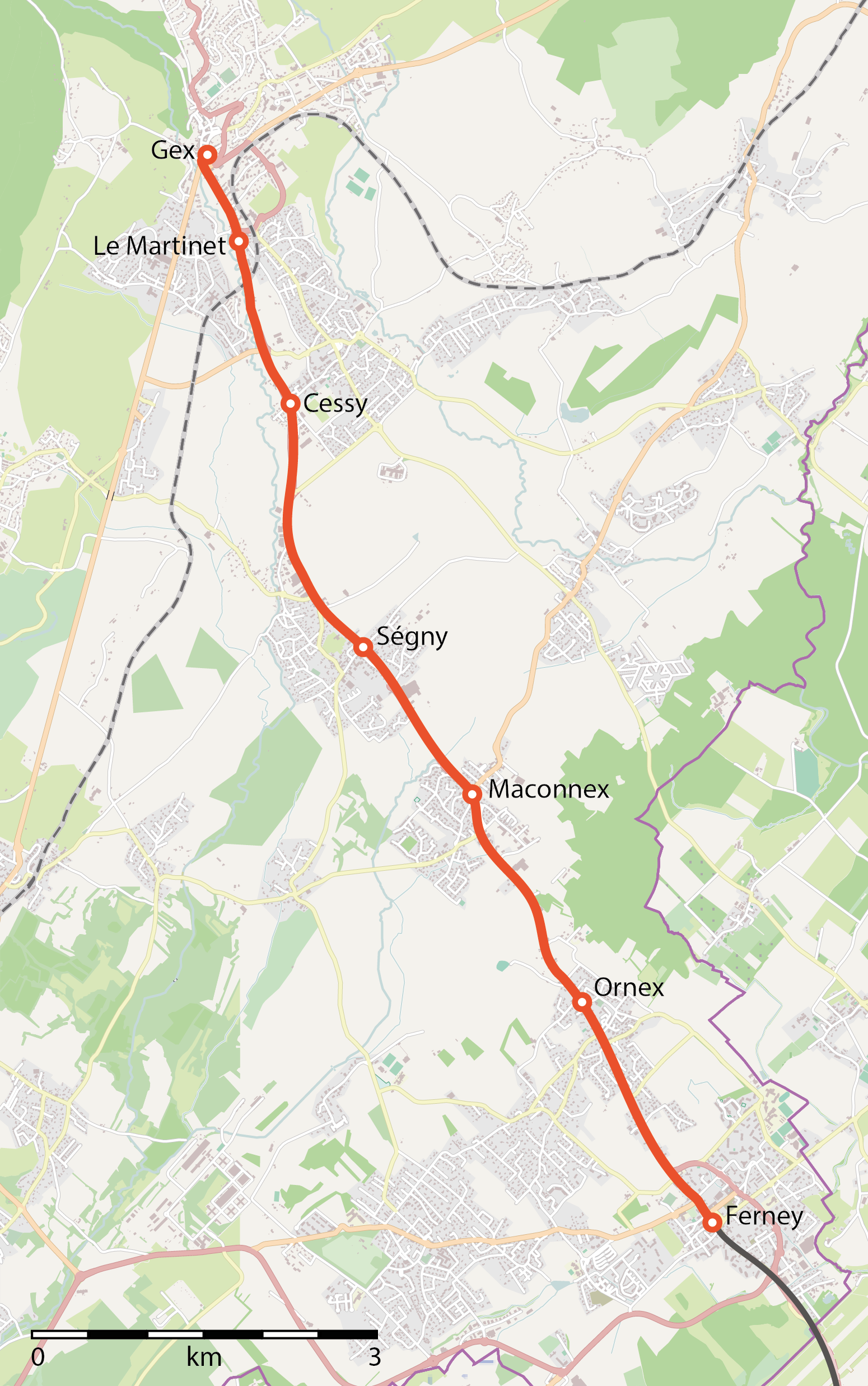
Carte de la ligne

Le tramway de Gex à Ferney est un ancien tramway à voie métrique entre Gex et Ferney-Voltaire  dans le département de l'Ain. La Société anonyme du tramway de Gex à Ferney (GF) se substitue (Décret du 15 juin 1901) , à Mrs  Auguste Richard, Charles Regad et John Dupont qui ont obtenu, le 11 mars 1899, une concession pour un tramway à traction mécanique entre Gex et Ferney. La ligne est déclarée d'utilité publique le 4 mai 1899.

## Historique
La ligne a une longueur de 9,8 km, elle est entièrement sur la chaussée. Elle est mise en service le 21 juillet 1900.
Elle est reliée à la ligne 7, Genève - Ferney de la Compagnie genevoise des tramways électriques  (CGTE), au terminus de Ferney. La partie genevoise de la ligne Genève-Chantepoulet à Ferney, est construite en 1890, par la compagnie genevoise VE Voie Étroite, puis elle est rachetée et électrifiée par la CGTE (fondée le 1er août 1899) en 1902.
L'exploitation est assurée par la CGTE jusqu'en 1904, la compagnie GF achète ensuite du matériel roulant à vapeur et assure l'exploitation Ferney - Gex.
En 1920, le 1er juin, la ligne est exploitée par la Régie départementale des tramways de l'Ain, subventionnée par les communes au prorata du nombre habitants.
L'exploitation ferroviaire cesse le 15 juin 1932. Lors d'une réunion sous la présidence de M. Albert Fouilloux, sénateur de l'Ain, les maires des cantons de Ferney - Gex, ont décidé la suppression du tramway et son remplacement par des autobus. Cette décision était "inéluctable" du fait du déficit constant de la compagnie et du coût de l'électrification de la ligne.
Elle est, avec la ligne de tramway no 7 de la CGTE, un des ancêtres de l'actuelle ligne d'autobus 60 des Transports publics genevois (TPG). Remarquons que la liaison Chantepoulet - Ferney par le tramway numéro 7, est supprimée le 31 janvier 1938 et remplacée par des autobus de la ligne F.

## Projets
Sur cet itinéraire (Gex-gare de Genève Cornavin), un projet de bus à haut niveau de service (BHNS) est en cours de réalisation.
La construction d'un tunnel routier creusé sous le Grand-Saconnex pour soulager le trafic de la route de Ferney du trafic de transit et la transformation de la nouvelle jonction du Grand-Saconnex sur l'Autoroute A1, permettra en 2023, le prolongement de la ligne de tram 15, jusqu'à la frontière. Des études préliminaires visent à son prolongement jusqu'à Ferney, pour 2028.

## Matériel roulant

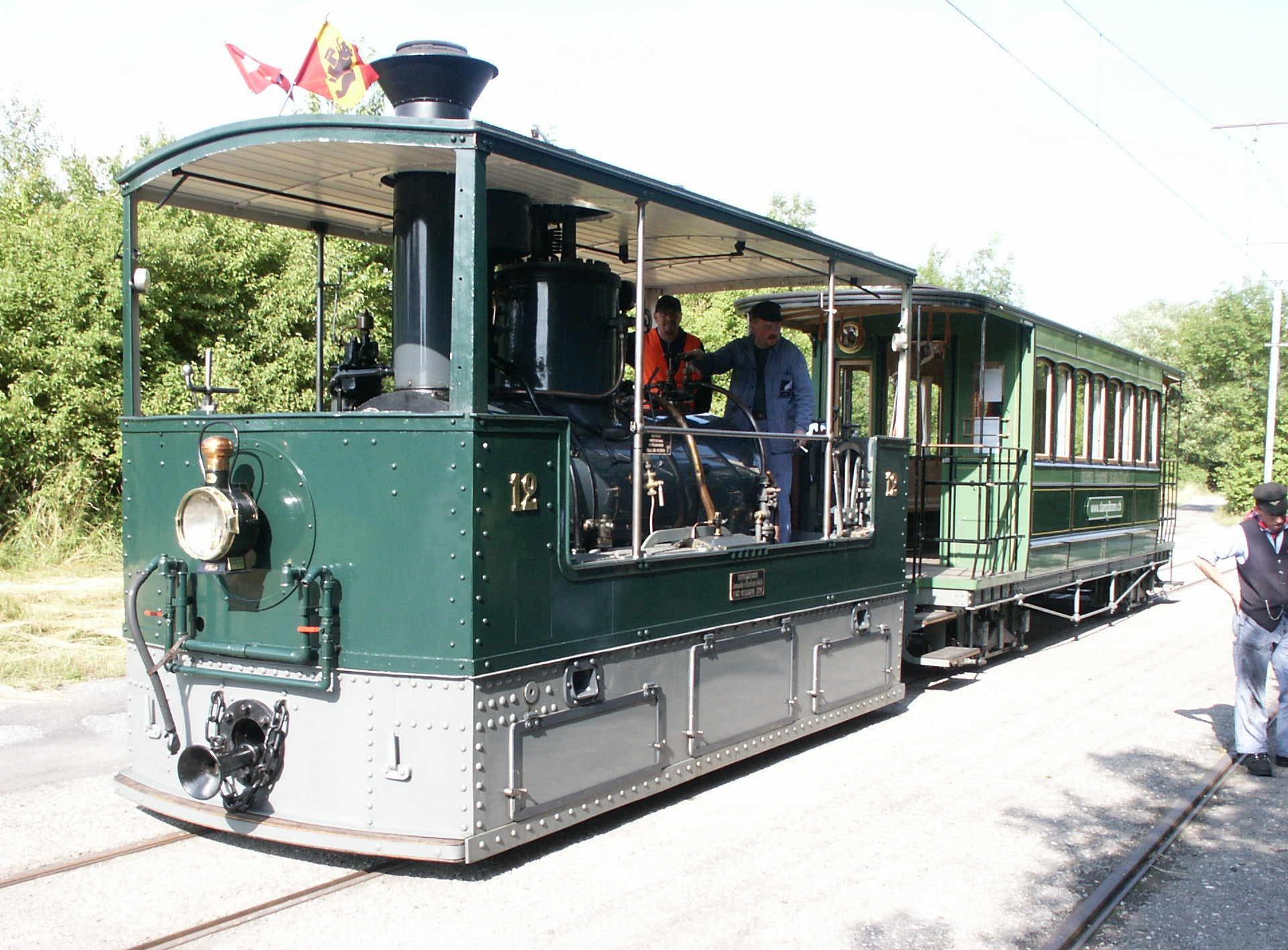
Locomotive type 030 SLM préservée à Berne en Suisse, identique à celles du tramway de Gex à Ferney

- 2 Locomotives type 030 SLM Winterthur, ex tramways de Berne
- 1 Locomotive type 030 SLM Winterthur, ex tramways de Genève